# Fédération Française de Football
Fédération Française de Football (pol. Francuski Związek Piłki Nożnej) – ogólnokrajowy związek sportowy działający na terenie Francji i Monako, posiadający osobowość prawną, będący jedynym prawnym reprezentantem francuskiej piłki nożnej (jedenastoosobowej, halowej, plażowej), zarówno mężczyzn, jak i kobiet, we wszystkich kategoriach wiekowych w kraju oraz za granicą.
Założona 7 kwietnia 1919 w Paryżu pod nazwą Fédération française de football association (FFFA), zastępując dwie wcześniej funkcjonujące organizacje, zajmujące się sprawami futbolu we Francji i Monako:
- Comité français interfédéral (CFI), założoną 23 marca 1907 (przekształcenie się tego podmiotu było bezpośrednio bazą dla FFFA),
- Union des sociétés françaises de sports athlétiques (USFSA), założoną 20 listopada 1887.

Członek i współzałożyciel FIFA, jako USFSA (21 maja 1904) oraz UEFA (15 czerwca 1954).
Obecnym prezesem FFF jest Philippe Diallo, który pełni tę funkcję od 2023 roku.

## Informacje ogólne
- Liczba klubów – 17 526 (2006)
- Liczba sędziów – 28 041 (2007)
- Liczba zawodników – 2 320 625 (2007)

## Organizacje regionalne
Do 31 grudnia 2017 we Francji funkcjonowały 22 regionalne związki piłki nożnej (franc. Ligue). W związku z reformą administracyjną szczebla regionalnego we Francji metropolitalnej, polegającej na odgraniczeniu liczby regionów w tym kraju z 22 do 13, zredukowano liczbę związków regionalnych do 13. Od 1 stycznia 2018 są to:
| - Ligue d'Auvergne-Rhône-Alpes de football - Ligue de Bourgogne-Franche-Comté de football - Ligue de Bretagne de football - Ligue du Centre-Val-de-Loire de football - Ligue Corse de football - Ligue du Grand-Est de football - Ligue de football des Hauts-de-France |  | - Ligue de la Méditerranée de football - Ligue de football de Normandie - Ligue de football Nouvelle-Aquitaine - Ligue de football d’Occitanie - Ligue de Paris Île-de-France de football - Ligue de football des Pays de la Loire |

## Dotychczasowi prezesi
| - 1919–1942 Jules Rimet - 1942–1944 Henri Jevain - 1944–1949 Jules Rimet - 1949–1953 Emmanuel Gambardella - 1953–1963 Pierre Pochonnet - 1963–1968 Antoine Chiarisoli - 1969–1972 Jacques Georges |  | - 1973–1984 Fernand Sastre - 1985–1993 Jean Fournet-Fayard - 1993–1994 Jacques Georges (tymczasowo) - 1994–2005 Claude Simonet - 2005–2010 Jean-Pierre Escalettes - 2010–2011 Fernand Duchaussoy (tymczasowo) - 2011– Noël Le Graët |

## Organizowane rozgrywki
Rozgrywki ligowe mężczyzn
- Championnat National
- Championnat National 2
- Championnat National U-19

Rozgrywki ligowe kobiet
- Féminine 1ère Division
- Féminine 2ème Division
- Féminine Division 3

Rozgrywki pucharowe
- Puchar Francji
- Puchar Ligi Francuskiej
- Superpuchar Francji
- Coupe Gambardella
- Challenge de France

Rozgrywki ligowe w terytoriach zależnych
- Ligue de football de la Guyane
- Ligue guadeloupéenne de football
- Ligue de football de Mayotte
- Ligue de football de la Martinique
- Championnat de Saint-Martin de football
- Ligue de Football de Saint Pierre et Miquelon
- Ligue réunionnaise de football

Związki piłkarskie z terytoriów zależnych
- Comité de football des Îles du Nord

Międzynarodowe rozgrywki młodzieżowe mężczyzn
- U-21

Międzynarodowe rozgrywki klubowe mężczyzn
- Amicaux Club

## Reprezentacje
Reprezentacje Francji
- Reprezentacja Francji w piłce nożnej mężczyzn
- Reprezentacja Francji w piłce nożnej kobiet
- Reprezentacja Francji U-21 w piłce nożnej mężczyzn
- Reprezentacja Francji U-19 w piłce nożnej mężczyzn
- Reprezentacja Francji U-19 w piłce nożnej kobiet
- Reprezentacja Francji U-17 w piłce nożnej kobiet

Reprezentacje terytoriów zależnych i regionów
- Reprezentacja Gujany Francuskiej
- Reprezentacja Gwadelupy
- Reprezentacja Majotty
- Reprezentacja Martyniki
- Reprezentacja Reunionu
- Reprezentacja Saint-Barthélemy
- Reprezentacja Saint-Martin
- Reprezentacja Saint-Pierre i Miquelon
- Reprezentacja Bretanii